# Tenebrosa avventura
Tenebrosa avventura è un film statunitense del 1955, diretto da Harold D. Schuster.

## Trama
Casey Martin ha dei trascorsi penali per i quali è stato condannato a pene detentive di non lunga durata. Casey è stato recentemente scarcerato, e ben presto ricatturato, per una rapina, dalla polizia, che gli prospetta, in conseguenza del sommarsi dei reati commessi, di trascorrere praticamente il resto della sua vita in carcere, oppure, sfruttando la sua conoscenza delle gang urbane, di offrirsi come cavia per la cattura di Dutch Becker, avvenuta la quale egli sarebbe stato libero da accuse.
Becker è un pericoloso gangster, attivo in diversi stati degli USA, ma la polizia manca di prove per poterlo incriminare. Casey è indeciso, ma, anche in considerazione della dipendenza dall’alcool della sorella Lucille, che egli vorrebbe aiutare una volta sottrattosi ai giri malavitosi, alla fine accetta il pericoloso incarico.
Casey, grazie anche all’ignara Gladys, la sua compagna, già attiva al servizio di Becker, si infiltra dunque nella banda del gangster, conquistando gradualmente la sua fiducia. L’operazione si presenta non priva di imprevisti, e di vittime: il poliziotto Cooper viene ucciso dalla gang, così come la stessa Gladys, vittima di Lou, rude guardia del corpo di Becker, che ha motivi personali di inimicizia verso Casey.
Alla fine Casey riesce ad organizzare una (falsa) vendita di merce illegale spacciata dai malviventi, ed in realtà gestita dalle forze dell’ordine, nel corso della quale queste ultime sperano di “incastrare” Becker.
A tal fine Casey viene dotato di una radio trasmittente, tramite la quale la polizia può seguire le mosse dei criminali, che, con Casey, si recano nel luogo della consegna.
Casey, durante il tragitto, riesce ad ottenere da Becker, nella conversazione captata dalla trasmittente, l’implicita confessione di diversi suoi delitti, che viene registrata dalla polizia, e potrà servire come prova. Ma Becker si dimostra sempre più sospettoso nei confronti di Casey, e quando la radio viene scoperta sul suo corpo gli avvenimenti precipitano.
Il giorno dopo Casey si reca all’ospedale dove la sorella è degente.